# Жук Дар'я Вікторівна
Дар'я Вікторівна Жук (біл. Жук Дар'я Віктараўна; нар. 24 квітня 1980, Мінськ) — білоруська режисерка, сценаристка, продюсерка, яка живе і працює в США.

## Біографія
Дар'я Жук народилася і виросла в родині журналістів. З хорошими оцінками закінчила школу і в 1999 році подала анкету і твір на навчання за обміном у США. Вступила до жіночого Cottey College в містечку Неваді, штат Міссурі.
Дар'я Жук спочатку хотіла повернутися додому, але після випадкового відвідування Принстонського університету усвідомила, що коледж у провінції – це не вся Америка, тому після закінчення коледжу виграла стипендію на навчання в Гарварді (1999) на економічному факультеті, який успішно закінчила 2002 року. Під час навчання в університеті засумнівалася у виборі майбутньої професії. Вибравши на факультативні заняття з кінематографу і познайомившись із режисерами Гелом Гартлі та Россом Макелві, Дар'я Жук потрапляє в світ творчої молоді.
Після закінчення Гарварду Жук працювала фінансисткою в банку на Волл-Стріт. У 2004 році почала працювати на відомому американському телеканалі HBO економісткою, паралельно ночами продюсувала документальні фільми.
У 2010-2015 Дар'я Жук вивчала режисуру в Колумбійському університеті (Columbia University School of the Arts [Архівовано 27 квітня 2019 у Wayback Machine.]), який закінчила з відзнакою. За час навчання виграла низку грантів від престижних фондів, зокрема, грант компанії Panavision для нових режисерів New Filmmaker Grant (2012) і міждисциплінарний грант Колумбійського університету Art Works Grant (2012). Отримала право вести власний курс із режисури в Колумбійському університеті за рік до отримання режисерського диплома (вересень – грудень 2013).
Роботи Дар'ї Жук були показані на таких престижних фестивалях, як «Дзеркало» імені Андрія Тарковського в Іванові, Oaxaca Film Fest в Мексиці, Palm Springs International Film Festival, Atlanta Film Festival, Santa Fe Independent Film Festival, SXSW Film, в Карлових Варах, а також на фестивалях в Канаді, Німеччині та Південній Кореї.
Одружена, живе і працює в Нью-Йорку.

## Визнання та нагороди
2015 – нагорода за найкращу режисуру від Women In Film & Television International (WIFTI), короткометражний фільм «Справжня американка».
2015 – диплом журі «Лістапад» (Мінськ) за фільм «Справжня американка».
2015 – найкраща короткометражка на Boston Jewish Film Festival за фільм «Що тебе не вбиває».
2018 – Ґран-прі Одеського міжнародного кінофестивалю за найкращий ігровий фільм «Кришталь», приз глядацьких симпатій IFF Pacific Meridian, Ґран-прі Almaty film festival, приз "За найкращу режисерську роботу" на фестивалі Bridge of Arts, головну російську кінопремію "Ніка" в номінації "Найкращий фільм СНД, Грузії та Балтії", "Найкращий повнометражний регіональний фільм" 2th LICHTER Filmfest Frankfurt International,

## Фільмографія

### Продюсерка
2008 – «Gogol Bordello нон-стоп» (Gogol Bordello Non-Stop), повнометражний документальний фільм.
2008 – «Фільм про Анну Ахматову» (A Film about Anna Akhmatova), повнометражний документальний фільм.

### Режисерка
2018 – «Кришталь» (Crystal Swan), повнометражний художній фільм.
2016 – «Як уві сні» (Like a Dream), документальний короткометражний фільм.
2015 – «Справжня американка» (The Real American), короткометражний художній фільм.
2015 – «Що тебе не вбиває» (What Does not Kill You), короткометражний художній фільм.
2014 – «Хапай туристів» (Eat the Tourists), короткометражний художній фільм.
2013 – «ВІСК» (WAX), короткометражний художній фільм.
2012 – «Напіврозпад» (Half-Life), короткометражний художній фільм.
2011 – «Повітря всередині неї» (The Air Inside Her), короткометражний художній фільм.

## Цікаві факти
У 2009 році Дар'я Жук приїздила на Київський Міжнародний кінофестиваль "Молодість" зі своєю продсерською роботою «Gogol Bordello нон-стоп».
У фінальній сцені фільму "Кришталь" є сцена з щорічної ходи "Чорнобильський шлях", яку провладна цензура змусила вирізати під час прокату фільму в Білорусі, адже саме у 1996 році на цій події ОМОН із наказу Лукашенка вперше розігнав білоруських демонстрантів.
Фільм "Кришталь" висунутий на премію Американської кіноакадемії від Білорусі в номінації "Найкращий фільм іноземною мовою".